# 日野市立図書館
日野市立図書館（ひのしりつとしょかん）は、東京都日野市が運営する公立図書館の総称である。

## 概要
日野市の図書館は、1965年に1台の移動図書館「ひまわり号」が回ることからその活動を始めた。現在、図書館が7館、そして11代目のひまわり号が市内を回っている。公共図書館の中心が地域の図書館にあることを具現化してみせ、日本の図書のあり方に大きな影響を与えた。（「中小都市における公共図書館の運営」の記事も参照。）

## 利用
利用登録ができるのは、市内在住・在勤・在学者および相互利用をしている市（八王子市、府中市、調布市、町田市、多摩市、稲城市、立川市、国立市）在住者である。
本、雑誌は1人合計30冊、CDは1人2タイトル（相互利用者は5冊、1タイトル）借りることができ、貸出期間は2週間である。
市政図書室以外の開館時間・休館日は下記の通り。
- 開館時間：10時00分～19時00分（土・日・祝日は17時まで）
- 休館日：月曜日（祝日の場合は開館）・年末年始

## 沿革
- 1965年 - 移動図書館によるサービス開始。
- 1966年 - 高幡図書館、多摩平児童図書館開館。
- 1967年 - 福祉センター図書館開館。
- 1969年 - 社会教育センター図書館開館
- 1971年 - 平山児童図書館、多摩平児童図書館新館開館
- 1973年 - 中央図書館開館
- 1977年 - 平山図書館（旧平山児童図書館）、市政図書室開館
- 1980年 - 高幡図書館新館、日野図書館（旧福祉センター図書館）開館。
- 1990年 - 百草図書館開館。
- 2000年 - 多摩平図書館（旧社会教育センター図書館）開館
- 2002年 - 多摩平児童図書館閉館
- 2004年 - 多摩平図書館閉館、新多摩平図書館開館。
- 2008年 - 新平山図書館開館。
- 2009年 - 百草台児童図書館閉館。

## 施設

### 図書館

#### 中央図書館
- 住所：東京都日野市豊田2-49

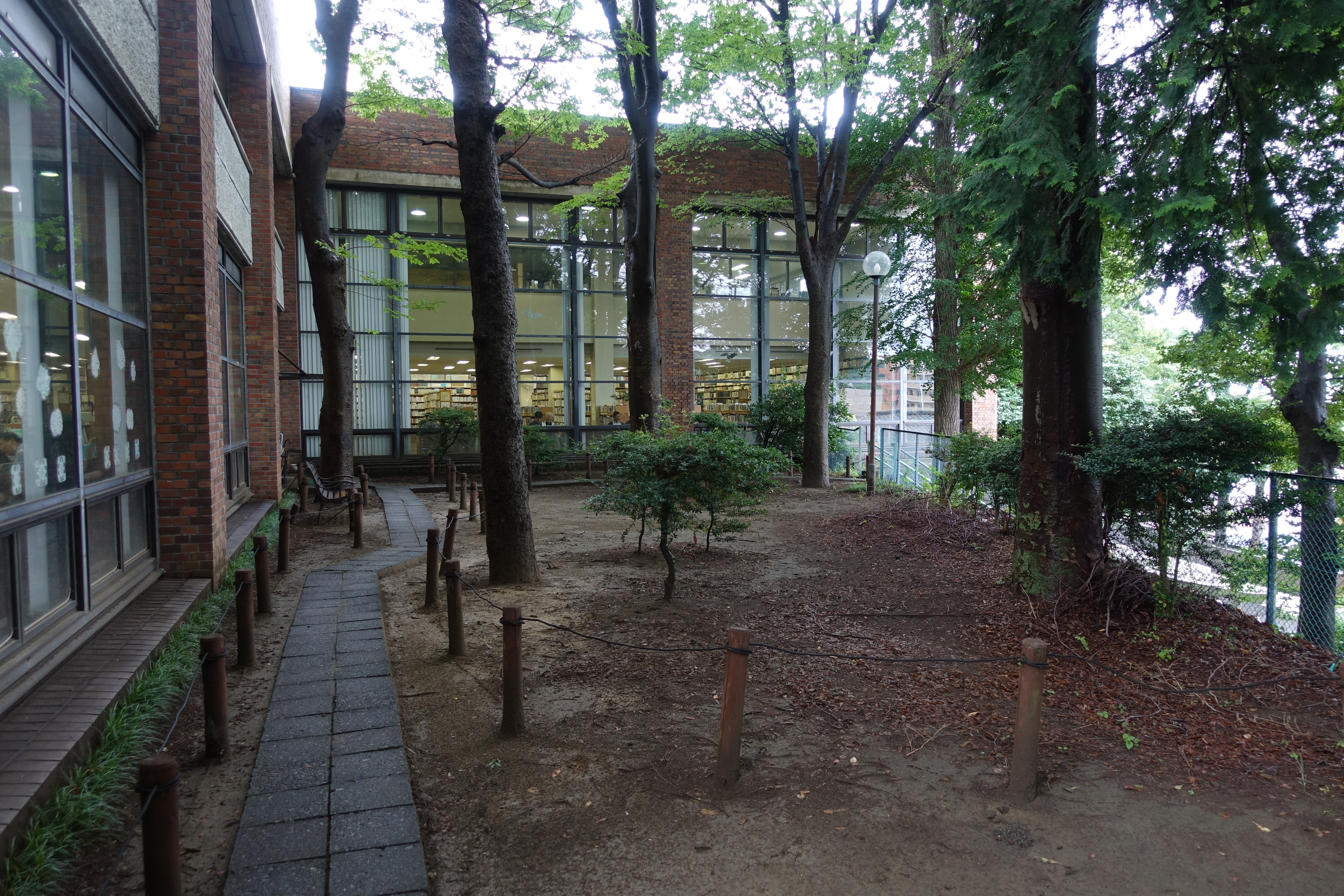
中央図書館

- 開設年月日：1973年（昭和48年）4月28日
- 蔵書数：約329,000冊（2017年度）
- 貸出数：292,574冊（2017年度）[4]
- 延床面積：2,220m2
- アクセス：JR中央線 豊田駅南口から徒歩6分。駐車場（21台分）あり。
- その他：DOCOMOMO JAPAN選定 日本におけるモダン・ムーブメントの建築に2016年に選定[5]されている。

#### 高幡図書館
- 住所：東京都日野市三沢4-1-12
- 開設年月日：1980年（昭和55年）5月11日
- 蔵書数：約100,000冊（2017年度）
- 貸出数：300,775冊（2017年度）[4]
- 延床面積：1,358m2
- アクセス：京王線 高幡不動駅南口から徒歩6分

#### 日野図書館
- 住所：東京都日野市日野本町7-5-14

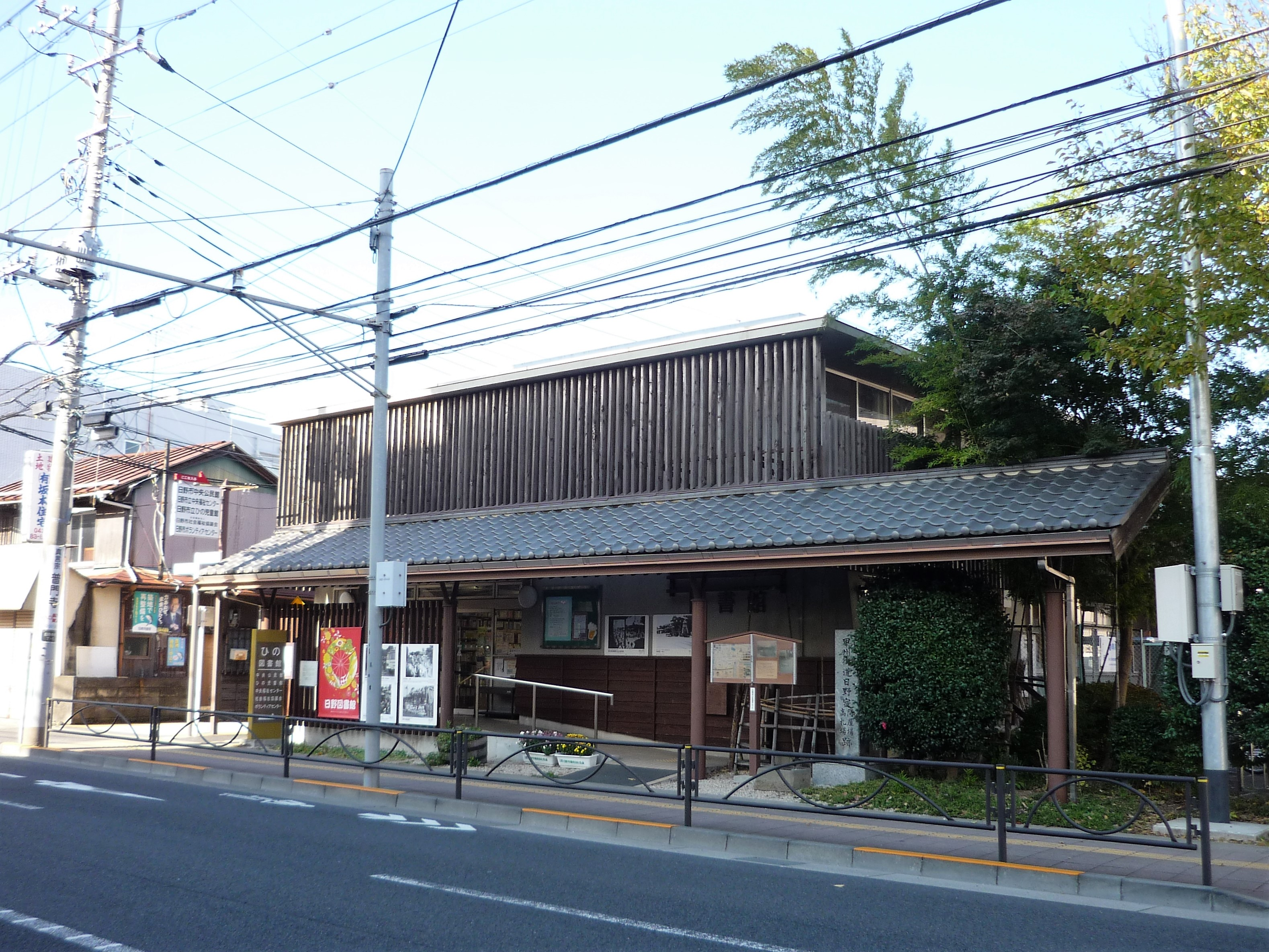
日野図書館

- 開設年月日：1980年（昭和55年）5月18日
- 蔵書数：約56,000冊（2017年度）
- 貸出数：242,943冊（2017年度）[4]
- 延床面積：422m2
- アクセス：JR中央線 日野駅南口から徒歩7分。駐車場（8台分）あり。

#### 多摩平図書館
- 住所：東京都日野市多摩平2-9
- 開設年月日：2004年（平成16年）4月1日
- 蔵書数：約122,000冊（2017年度）
- 貸出数：497,729冊（2017年度）[4]
- 延床面積：856m2
- アクセス：JR中央線 豊田駅北口から徒歩8分駐車場（5台分）あり。

#### 平山図書館
- 住所：東京都日野市平山5-18-2
- 開設年月日：2008年（平成20年）4月5日
- 蔵書数：約65,000冊（2017年度）
- 貸出数：139,837冊（2017年度）[4]
- 延床面積：412m2
- アクセス：京王線 平山城址公園駅から徒歩１分。駐車場（15台分）あり。

#### 百草図書館

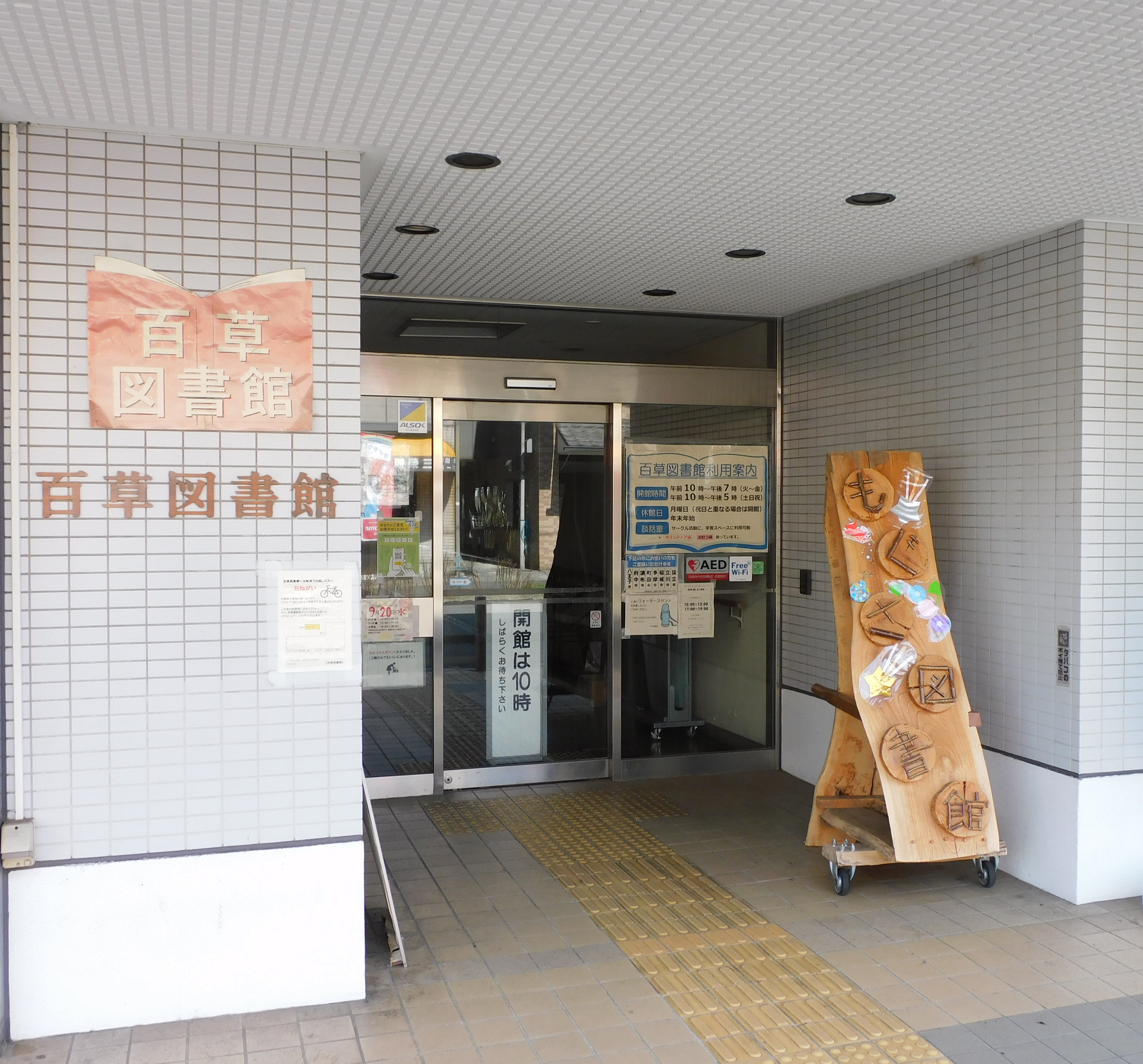
百草図書館入り口

- 住所：東京都日野市百草204-1 ガーデンビュー石神D 2階[6]
- 開設年月日：1990年（平成2年）11月16日
- 蔵書数：約72,000冊（2017年度）
- 貸出数：113,375冊（2017年度）[4]
- 延床面積：759m2
- 座席数：34席（うち椅子のみ14席）[6]
- アクセス：京王線 百草園駅から徒歩１分。

#### 市政図書室
- 住所：東京都日野市神明1-12-1（市役所1階）
- 開設年月日：1977年（昭和52年）12月1日
- 開館時間：8時30分～17時15分
- 休館日：日曜日・祝日・年末年始
- 蔵書数：約47,000冊（2017年度）
- 貸出数：14,528冊（2017年度）[4]
- 延床面積：140m2
- アクセス：JR中央線 日野駅から徒歩15分、京王バス高幡不動駅行きで日野市役所下車

### 移動図書館
移動図書館「ひまわり号」が2週間に1度、市内各所を巡回する。
- 住所：東京都日野市豊田2-49
- 開設年月日：1965年（昭和45年）9月21日
- 開館時間：8時30分～17時15分
- 休館日：日曜日・祝日・年末年始
- 蔵書数：約32,000冊（2017年度）
- 貸出数：21,298冊（2017年度）[4]
- 車両積載数：3,500冊
- アクセス：JR中央線 日野駅から徒歩15分、京王バス高幡不動駅行きで日野市役所下車